# Hakodate

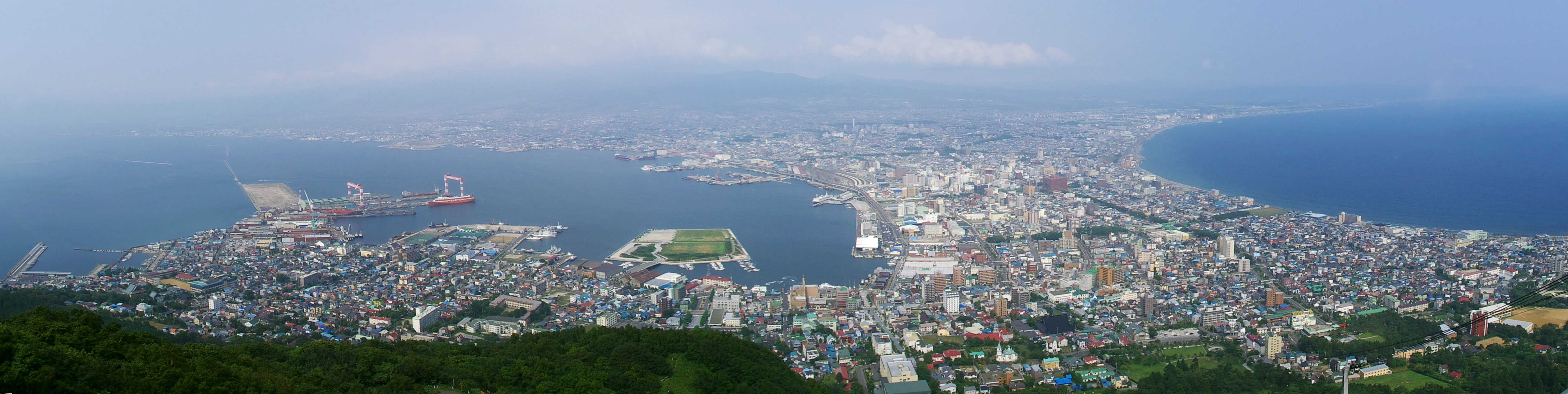
Imagine panoramică, Hakodate

Hakodate (函館市 Hakodate-shi?) este un municipiu din Japonia, prefectura Hokkaido.